# Cao Sao Vàng

Cao Sao Vàng

Cao Sao Vàng là một loại dầu xoa phổ biến của Việt Nam. Loại dầu này có tác dụng làm nóng, trị nhức đầu, sổ mũi, cảm cúm, chóng mặt, say tàu xe.

## Lịch sử
Trong kháng chiến chống Pháp và những năm sau năm 1954, tại Việt Nam đã có một sản phẩm thông dụng là dầu cù là, trong đó phổ biến nhất là nhãn hiệu Con Hổ (Tiger Balm). Sau năm 1954, miền Bắc Việt Nam xây dựng lại hệ thống y tế, khuyến khích và đẩy mạnh sản xuất thuốc từ dược liệu sẵn có trong nước.
Vốn là một sản phẩm thông dụng từ trước, dầu cù là là một trong những sản phẩm được nghiên cứu đưa vào sản xuất đại trà. Việc nghiên cứu và đưa vào sản xuất ở thời điểm đó không dễ dàng. Đến khoảng năm 1968-1969, sản phẩm sau một thời gian nghiên cứu và thử nghiệm sản xuất mới được coi là ổn định về chất lượng với tính chất bền trong các điều kiện thời tiết khác nhau, mặt cao mịn, có màu vàng nhạt với tên thương phẩm là Cao Sao Vàng.

## Sản phẩm trên thị trường
Từ khi được đưa vào sản xuất, cao Sao Vàng được sử dụng rộng rãi ở miền Bắc Việt Nam. Với đặc tính làm nóng cơ thể, những người Việt khi đi công tác, học tập ở các nước Đông Âu thời đó thường mang theo cao Sao Vàng để sử dụng. Ngoài ra với tác dụng chống rét và gọn nhẹ, cao còn được dùng để làm quà. Do đó cao Sao Vàng được người dân một số nước Đông Âu biết tới.
Sau năm 1975, Việt Nam và Liên Xô đẩy mạnh trao đổi hàng hóa. Cao Sao Vàng là một trong những mặt hàng xuất khẩu sang Liên Xô. Sản phẩm được giao cho 5 xí nghiệp dược sản xuất. Riêng xí nghiệp dược ở Đà Nẵng đã được giao chỉ tiêu sản xuất mỗi năm trung bình 10 đến 15 triệu hộp. Đỉnh cao là 1983, với sản lượng được giao 20 triệu hộp, thấp nhất là năm 1986, năm cuối cùng có chỉ tiêu sản xuất với 4 triệu hộp.
Sau khi việc xuất khẩu sang Liên Xô kết thúc, sản lượng tiêu thụ của cao Sao Vàng sút giảm. Nhiều đơn vị đăng ký sản xuất cao Sao Vàng, tuy nhiên ít doanh nghiệp giữ được sản lượng ổn định. Ngoài thị trường trong nước, các doanh nghiệp tìm cách tiêu thụ sản phẩm ở thị trường nước ngoài như Nga, Đức...
Sau một thời gian trầm lắng vì những sản phẩm có tác dụng tương tự như dầu cù là, dầu khuynh diệp... cạnh tranh trên thị trường trong nước, thời gian 2013-2014 cao Sao Vàng lại được nhắc tới khi trở thành mặt hàng bán chạy trên thị trường quốc tế. Trên các trang bán hàng trực tuyến hàng đầu như eBay hay Amazon, sản phẩm này có giá cao gấp đến hàng chục lần so với giá gốc tại Việt Nam, khi xuất hiện trên eBay (Mỹ) lúc đó có giá 8,5 USD (187.000 đồng) hộp loại 4 gram. Mức giá cao Sao Vàng trên eBay ở thời điểm hiện tại đã lên tới 197.000 đồng/hộp 4 gram và 860.000 đồng/hộp 10g, cao hơn gấp hàng chục lần so với thị trường Việt. Hiện tại, nước Nga là quốc gia có thị trường nhập khẩu cao Sao Vàng cao nhất.
Gần đây, hộp cao sao vàng còn được rao bán rầm rộ trên các sàn thương mại điện tử ở Nhật Bản, Hàn Quốc và Trung Quốc với giá cao ngất ngưởng.
Đơn cử như trang thương mại điện tử Amazon Nhật Bản, giá một hộp cao sao vàng nhập khẩu lên tới 1.100 yên, tương đương gần 250.000 đồng. Đáng chú ý, sản phẩm này được miêu tả là "dầu thảo mộc Balsam độc đáo của Việt Nam".
Tại Amazon Trung Quốc, một gian hàng bán sản phẩm cao Sao Vàng với giá 120,57 nhân dân tệ, tương đương khoảng 426.000 đồng/hộp 10g. Còn trên sàn thương mại điện tử Alibaba Trung Quốc, sản phẩm trên đang được bán với giá cao nhất là 3 USD/hộp 3g, tương đương khoảng 70.000 đồng.
Trang web Coupang của Hàn Quốc cũng đang bán cao Sao Vàng với hộp 3g x 3 sản phẩm có giá 29.530 won, tương đương khoảng 600.000 đồng, hộp 10g có giá từ 71.900-74.500 won, tương đương khoảng 1,5 triệu đồng.

## Thành phần
Thành phần của cao Sao Vàng gồm long não, sáp ong (chất kết dính) và các loại tinh dầu quý như bạc hà, quế, tràm, hương , long não, menthol...

## Công dụng và cách sử dụng

### Công dụng
- Cao Sao Vàng chuyên trị nhức đầu, sổ mũi, cảm cúm, chóng mặt, say tàu xe, muỗi và côn trùng đốt.
- Ngoài ra, cao Sao Vàng còn hỗ trợ giảm đau cứng cơ, đau lưng, xóa tan vết bầm tím nhanh chóng.

### Cách dùng
- Cao dùng để xoa, bôi bên ngoài da như bôi vào hai bên thái dương, hai cánh mũi. Trong trường hợp muỗi hoặc côn trùng đốt thì bôi trực tiếp vào vị trí bị đốt.
- Điều trị nhức đầu, chóng mặt, cảm cúm, say tàu xe: xoa cao vào hai bên thái dương và gáy, có thể xoa dưới lỗ mũi, xoa bóp cao vào những vùng bị đau nhức.
- Khi bị muỗi và các công trùng khác đốt: xoa cao vào vùng da bị đốt.
- Dùng cao Sao Vàng để xông: cho khoảng 1–2 đầu đũa cao vào nước sôi để xông khi bị cảm cúm.

### Lưu ý
- Kiểm tra kỹ hạn sử dụng trước khi dùng: tuyệt đối không dùng sản phẩm đã quá hạn hoặc có dấu hiệu nghi ngờ về chất lượng như dầu đổi màu, chảy nhão...
- Không bôi cao sao vàng vào mắt, hay bôi vào vết thương hở và vùng vú khi đang cho con bú.
- Đắp cao sao vàng ngay trên vết cắt giúp cầm máu và giảm đau rất hiệu quả .
- Không dùng cho người mẫn cảm đối với bất kỳ thành phần nào của sản phẩm (trong cao sao vàng có một số thành phần chính là long não, menthol, tinh dầu bạc hà, tinh dầu tràm, tinh dầu hương nhu, tinh dầu quế).
- Không dùng cao sao vàng cho trẻ nhỏ dưới 3 tuổi, trẻ có tiền sử động kinh hoặc co giật do sốt cao.
- Phụ nữ có thai nên thận trọng khi sử dụng sản phẩm này, hãy hỏi ý kiến từ bác sĩ để đảm bảo an toàn trước khi sử dụng.
- Dùng cao Sao Vàng trái với hướng dẫn sử dụng sẽ không tác dụng, ví dụ như tránh thai bằng việc bôi cao vào bộ phận sinh dục[8], nuốt cao[9]. Thậm chí có trường hợp nguy hiểm như đau bụng uống cao Sao Vàng, dẫn đến suy thận cấp và phải vào bệnh viện điều trị[10].
- Bảo quản nơi khô ráo, thoáng mát, nhiệt độ dưới 30 °C, tránh ánh sáng trực tiếp. Để sản phẩm xa tầm tay trẻ em.

### Tác dụng phụ
Hiện nay, vẫn chưa có báo cáo nào về tác dụng không mong muốn khi sử dụng cao Sao Vàng. Một số trường hợp có thể cảm thấy nóng rát vùng xoa cao hoặc bị kích ứng da hoặc bị nặng hơn do dị ứng với một số chất trong thành phần của cao Sao Vàng